# William Leonard Hunt
William Leonard Hunt (10 juin 1838 - 17 janvier 1929), également connu sous le nom de scène Le Grand Farini et Guillermo Antonio Farini, est un funambule canadien du XIXe et du début du XXe siècle, promoteur de divertissement et expéditeur.

## Biographie
Né à New-York, sa famille déménage dans le canton de Hope au Canada. Malgré une éducation stricte et conservatrice peu encline aux divertissements du cirque, il développe un fort intérêt pour l’acrobatie dès son plus jeune âge.

### Carrière professionnelle

#### Funambulisme
Le 1er octobre 1859, il effectue sa première représentation professionnelle de fil de fer, au-dessus de la rivière Ganaraska à Port Hope lors de la foire agricole, se faisant appeler Signor Farini en référence à Luigi Carlo Farini. Il parvient à marcher dans les deux sens à travers la rivière sans poteau d'équilibre en faisant des sauts périlleux et les yeux bandés. Cette démonstration fut un succès retentissant et marque le début de sa carrière. Du fait de sa notoriété naissante, il lance des défis publiquement à Charles Blondin, premier funambule à franchir les chutes du Niagara sur une corde raide en juin 1859. Le 15 août 1860, William Leonard Hunt surpasse sa performance en traversant les chutes du Niagara sur corde raide avec des poids supplémentaires (sac à dos, humain...). Ses démonstrations sont interrompues du fait de la guerre civile américaine où il est contraint de s'engager brièvement dans l'armée.
En 1861, il se marie avec Mary Osbourne. Le 6 décembre 1862, le couple effectue une démonstration sur corde raide au Plaza Torres Bullring à La Havane à Cuba. Lors de leur performance, William Leonard Hunt  porte sa femme sur ses épaules mais il perd l'équilibre. Mary Osbourne chute à soixante pieds dans la foule et décède quelques jours plus tard,.
Le Montreal Herald rapporte qu'il donne une performance au Jardin Guilbault à Montréal en 1864.

#### Adoption d'enfants «spectacles»

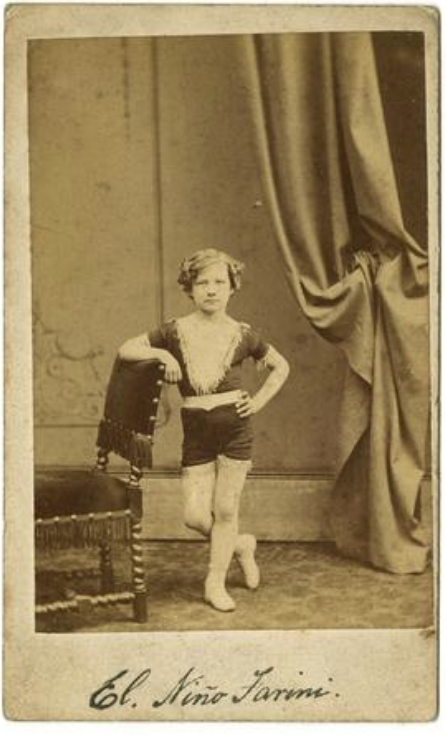
Carte de visite "El Nino Farini" (1866)-Fonds British Museum (1955)

À partir de 1866, Farini se produit avec son fils adoptif, Samuel Wasgate, sous le nom de scène  « El Niño Farini » à Londres qui devient l'un des acrobates et trapézistes les plus célèbres d'Europe. En 1877, il change son nom de scène en « Miss Lulu » en lui donnant une apparence féminine afin d'attirer l'attention du grand public plus enclin à apprécier les femmes acrobates. Des sources lui attribuent l'invention du premier appareil de type catapulteur dont il déposa un brevet en 1870 connu par la suite comme un appareil de canon humain. En 1876, lors d’un numéro à Dublin, « Miss Lulu » fait une chute, ce qui révéla son véritable genre auprès du grand public. En 1879, un député de Londres, en Angleterre, rédige une loi visant à interdire  les spectacles dangereux pour les enfants (Dangerous Performances Act) considérant que la cruauté des entrainements physiques liée à l'acrobatie porte atteinte à l'intégrité physique et psychique ce qui empêche William Leonard Hunt de se produire à Londres.

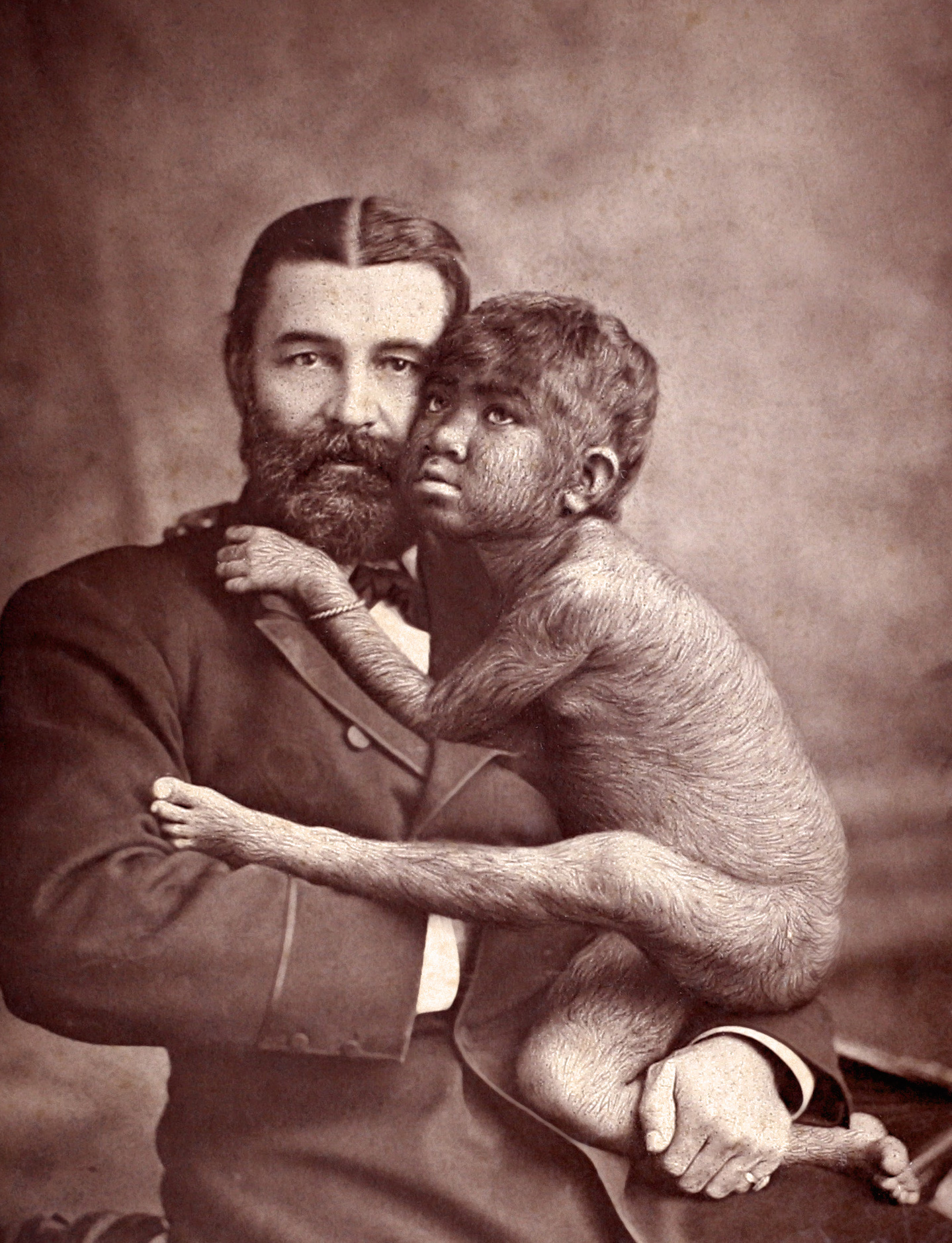
William Leonard Hunt et Krao Farini-1883

Au début des années 1880, il adopte une jeune fille laotienne Krao Farini, atteinte d'hypertrichose, qui lui fut ramené par l'explorateur norvégien Carl Bock auquel il a assuré le financement de son expédition. Certaines versions prétendent que la mère de l'enfant ait accepté de la laisser partir tandis que le père de l'enfant est atteint de maladie. Une version affirme que le roi du Laos a accepté l'adoption et le départ de Krao en Europe. L'image de Farini comme figure paternelle est amplifiée dans les publicités à travers des illustrations et photographies, par exemple où il tient Krao dans ses bras. Il est également mentionné que Krao émet des marques d'affection en s'adressant à lui en l'appelant « papa ». Dès son retour à Londres, il l'a présente originaire des jungles du Laos et comme le « chaînon manquant de la théorie darwinienne ».
Au cours des années suivantes, il s'associe avec P. T. Barnum pendant un certain temps aux Etats-Unis, avant de partir pour des expéditions en Afrique dès janvier 1885.

#### Expédition Kalahari
Farini traverse le désert du Kalahari à pied pendant son séjour en Afrique accompagné de son fils adoptif Samuel Wasgate, qui fait des croquis et des photographies. Il affirme avoir trouvé la célèbre cité perdue du Kalahari, mais ses affirmations n'ont jamais été vérifiées. Il retourna en Angleterre en août 1885 avec de nombreux échantillons botaniques et humains. Il publie un livre sur ses expériences en 1886 tandis que les Archives nationales du Royaume-Uni ont une collection de photographies de Samuel Wasgate.
Il décéde dans sa ville natale de Port Hope, en Ontario, en janvier 1929, à l'âge de 91 ans.